# Линдер, Константин Карлович
Константин Карлович Линдер (7 (19) сентября 1836 — 7 (20) сентября 1908, Великое княжество Финляндское) — российский государственный деятель, сенатор; камергер (1874), обер-егермейстер Императорского двора (1907). Член Государственного совета Российской империи (1905).

## Биография
Родился 7 (19) сентября 1836 года в Похье (область Уусимаа, Нюландская губерния). Его родители: подполковник Карл Антон Линдер и Хелена фон Бреверн.
На военной службе в офицерском чине — с 1852 года; служил в Финском лейб-гвардии стрелковом батальоне. В 1861 году уволен в отставку в чине капитана после участия в совещании, на котором с либеральной речью выступил его двоюродный брат. На гражданской службе с 1864 года.
Был пожалован придворными званиями камергера и «в должности егермейстера». В 1891 году произведён в егермейстеры. С 1900 года — вице-председатель Императорского Сената Финляндии от экономического департамента. С 1905 года назначен министром-статс-секретарём Великого княжества Финляндского.
С 1905 года состоял членом Государственного совета. В 1907 году произведён в обер-егермейстеры.